# Psychoda sphelata
Psychoda sphelata és una espècie d'insecte dípter pertanyent a la família dels psicòdids.

## Descripció
- La femella fa 0,60-0,67 mm de llargària a les antenes (0,66-0,71 en el cas del mascle), mentre que les ales li mesuren 1,07-1,27 de longitud (0,97-1,15 en el mascle) i 0,40-0,47 d'amplada (0,37-0,45 en el mascle).
- Les antenes presenten 15 segments.[2]

## Distribució geogràfica
Es troba a Indonèsia: Papua Occidental.